# Mbongno
Die Sprache Mbongno (auch bungnu, bungun, bunu, gbunhu, kakaba und kamkam genannt; ISO 639-3: bgu) ist eine mambiloide Sprache aus der Sprachfamilie der Niger-Kongo-Sprachen, die von insgesamt 3.000 Personen in der Stadt Kakara im nigerianischen Bundesstaat Taraba und in den benachbarten Gebieten in Kamerun in der Region Adamaua, wo sich die Sprecher schlicht kamkam nennen, gesprochen wird.
Das Mbongno zählt zur Untersprachgruppe der magu-kamkam-kila innerhalb der Sprachgruppe der bantoiden Sprachen.